# Seno Gumira Ajidarma
Seno Gumira Ajidarma (ur. 19 czerwca 1958 w Bostonie) – indonezyjski pisarz, autor opowiadań i powieści.
W wieku 16 lat zaczął pisać beletrystykę. Karierę dziennikarską rozpoczął w wieku 19 lat. Od lat 80. opublikował ponad 30 książek.
Jest autorem dziesiątków opowiadań. Jego opowiadanie Pelajaran Mengarang zostało wybrane jako najlepsze opowiadanie przez pismo „Kompas” (1993). Do jego istotnych wydań książkowych należą: Manusia Kamar (1988), Penembak Misterius (1993), Saksi Mata (1994), Dilarang Menyanyi di Kamar Mandi (1995), Sebuah Pertanyaan untuk Cinta (1996), Iblis Tidak Pernah Mati (1999). Napisał także powieść Matinya Seorang Penari Telanjang (2000). W 1987 r. został uhonorowany nagrodą S.E.A. Write Award. W 1997 r. otrzymał Dinny O’Hearn Prize za opowiadanie Saksi Mata.
Jego opowiadania poruszają problematykę życia codziennego oraz krytykują współczesne uwarunkowania społeczne, kulturalne i polityczne. Jest zwolennikiem wolności słowa i swobody publikacji.

## Wybrana twórczość
Zbiory opowiadań
- Dunia Sukab
- Penembak Misterius
- Negeri Kabut (Country of Mist)
- Matinya Seorang Penari Telanjang
- Iblis Tidak Pernah Mati
- Atas Nama Malam
- Aku Kesepian Sayang, Datanglah menjelang Kematian
- Kematian Donny Osmond
- Dilarang Menyanyi di Kamar Mandi (Don’t Sing in the Bathroom)
- Sebuah Pertanyaan Untuk Cinta
- Linguae

Powieści
- Jazz, Parfum dan Insiden
- Negeri Senja
- Biola Tak Berdawai
- Kitab Omong Kosong
- Kalatidha
- Wisanggeni Sang Buronan
- Nagabumi I & II
- Saksi Mata

Literatura faktu
- Ketika Jurnalisme Dibungkam Sastra Harus Bicara
- Layar Kata
- Kisah Mata
- Surat Dari Palmerah
- Sembilan Wali dan Syekh Siti Jenar
- Panji Tengkorak: Kebudayaan dalam Perbincangan